# Parlement de Flandres
Ne doit pas être confondu avec Parlement flamand.
Le parlement de Flandres ou de Flandre, créé en 1668, était le douzième parlement créé dans le royaume de France. Ce parlement avait des pouvoirs de justice et jugeait en appel.

## Histoire

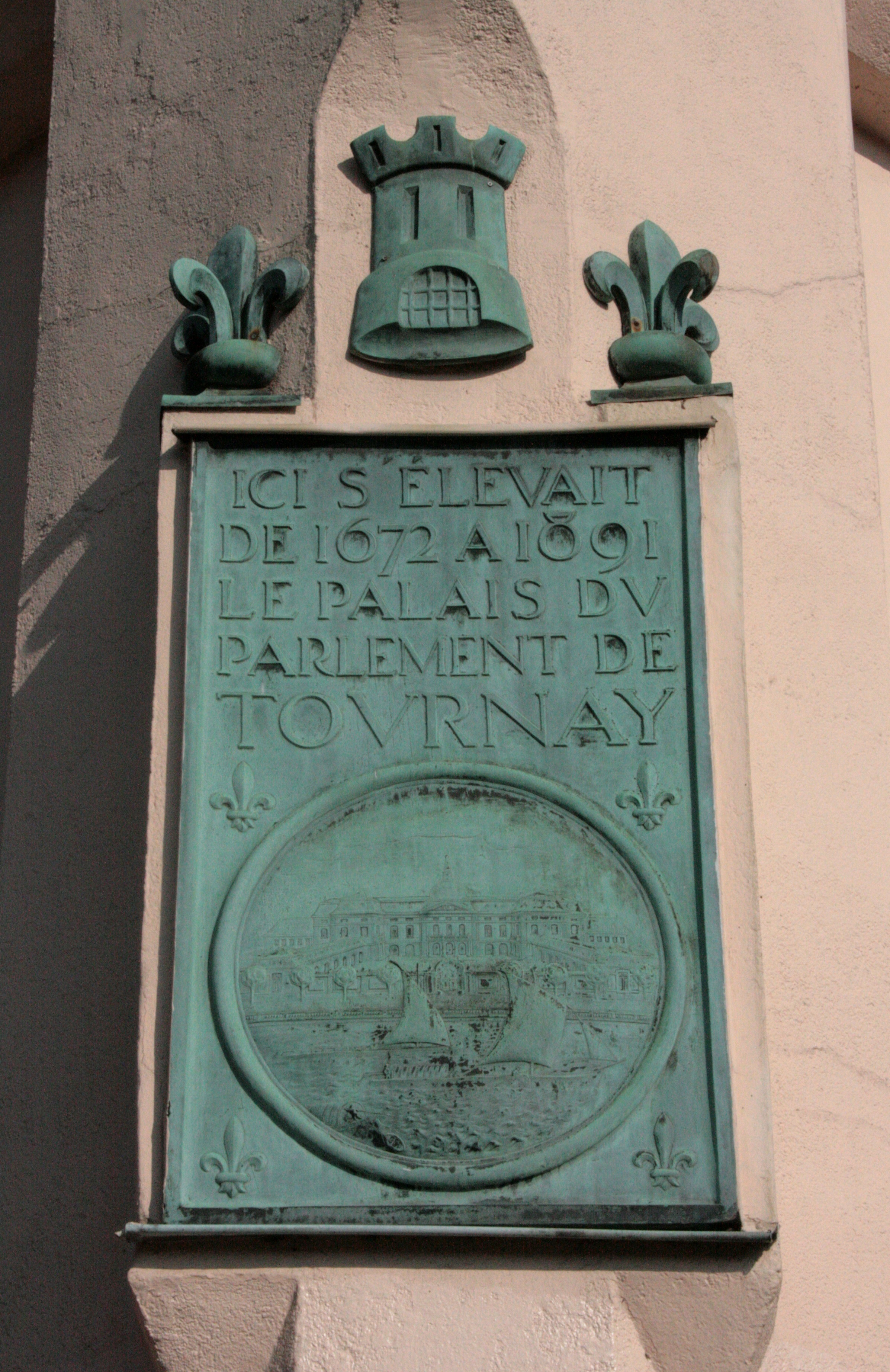
Plaque commémorative à Tournai.

Le ressort du conseil souverain de Tournai, établi en avril 1668, puis du parlement de Tournai, érigé en février 1686 et transféré à Cambrai en 1709, et enfin du parlement de Flandre transféré à Douai, a connu de nombreuses vicissitudes. Ces changements sont liés directement aux guerres menées au cours des XVIIe et XVIIIe siècles, le long de la frontière septentrionale. Dès lors, selon l’avancée ou le recul des troupes du roi de France le long de cette frontière et des traités passés pour la fixer, les justiciables, établis le long de celle-ci, ressortissaient ou non de la cour souveraine ou du parlement de Flandre.
En 1678 les villes de Le Quesnoy, Avesnes, Philippeville, Mariembourg et Landrecies, qui étaient du ressort du parlement de Metz, furent attribués par édit au conseil souverain de Tournai. Par un autre édit de mars 1679, le roi attribua encore au conseil de Tournai les acquisitions du traité de Nimègue.
À sa création le ressort du parlement comprenait les conquêtes de la campagne de 1667 : 
- Ypres
- Cassel
- Bailleul
- Poperinge
- Warneton
- Wervicq (Wervicq-Sud et Wervicq-Nord)
- Condé
- Valenciennes
- Bouchain
- Cambrai
- Bavay
- Maubeuge

Tournai ayant été prise par les puissances coalisées contre la France en 1709 (guerre de Succession d'Espagne), le parlement fut transféré à Cambrai. Les parlementaires auraient préféré Lille, mais le roi les pria de choisir entre Douai et Cambrai. Dans leur plaidoyer ils firent valoir, entre autres arguments, la situation plus centrale de Douai dans le ressort ainsi que « l'air trop subtil de Cambrai qui mine la santé de la plupart des officiers et de leurs familles », et obtinrent l'installation définitive à Douai en 1713. 
Un des privilèges particuliers de ce parlement était que l'on ne pouvait se pourvoir en cassation contre ses arrêts, mais, suivant l'usage du pays, demander la révision du procès. 
Douai est aujourd'hui encore le siège de la cour d'appel des départements du Nord et du Pas-de-Calais.

## Archives
Le fonds d'archives de ce parlement ont été conservées à la Gouvernance de Douai, puis transférées aux archives départementales du Nord (Lille)

## Magistrats[8],[9]

### Premiers présidents
- 1668-1691 : Jean-Baptiste de Blye
- 1691-1710 : Jacques-Martin de Pollinchove
- 1710-1756 : Charles-Joseph de Pollinchove
- 1756-1767 : Eugène-Roland-Joseph Blondel d'Aubers
- 1767-1781 : Louis-Joseph-Dominique de Calonne
- 1781-1790 : Gaspard Félix-Jacques de Pollinchove

### Procureurs généraux du roi
- 1668 : Robert de Flines
- 1671 : Pierre de Bray
- 1674 : Jean de La Hamayde
- 1688 : Jacques-Martin de Pollinchove
- 1691 : Ladislas de Baralle
- 1714 : Gilles-Paul Vernimmen
- 1741 : Eugène-Roland-Joseph Blondel d'Aubers
- 1757 : Louis-Joseph-Dominique de Calonne, père
- 1759 : Charles-Alexandre de Calonne, fils
- 1765 : Jacques-Joseph de Francqueville d'Abancourt
- 1777 : Charles-François de Castéele
- 1785 : Albert-Marie-Auguste Bruneau de Beaumetz

### Avocats généraux du roi
- 1701 : Roland-François Waymel du Parc
- 1747 : Maximilien-Louis de Buissy
- 1749 : Charles-Adrien-Joseph Pinault de Thenelles
- 1756 : Jean-Philippe-Eugène-Antoine Le Comte de la Chaussée
- 1779 : Albert-Marie-Auguste Bruneau de Beaumetz
- 1785 : Eugène-Alexandre-Nicolas de Forest de Quartdeville